# Minamoto no Noriyori
Minamoto no Noriyori (源範頼?) (1156 – 1193) fue un general japonés de finales del periodo Heian que peleó durante varias batallas de las Guerras Genpei junto con sus hermanos Minamoto no Yoritomo y Minamoto no Yoshitsune. 

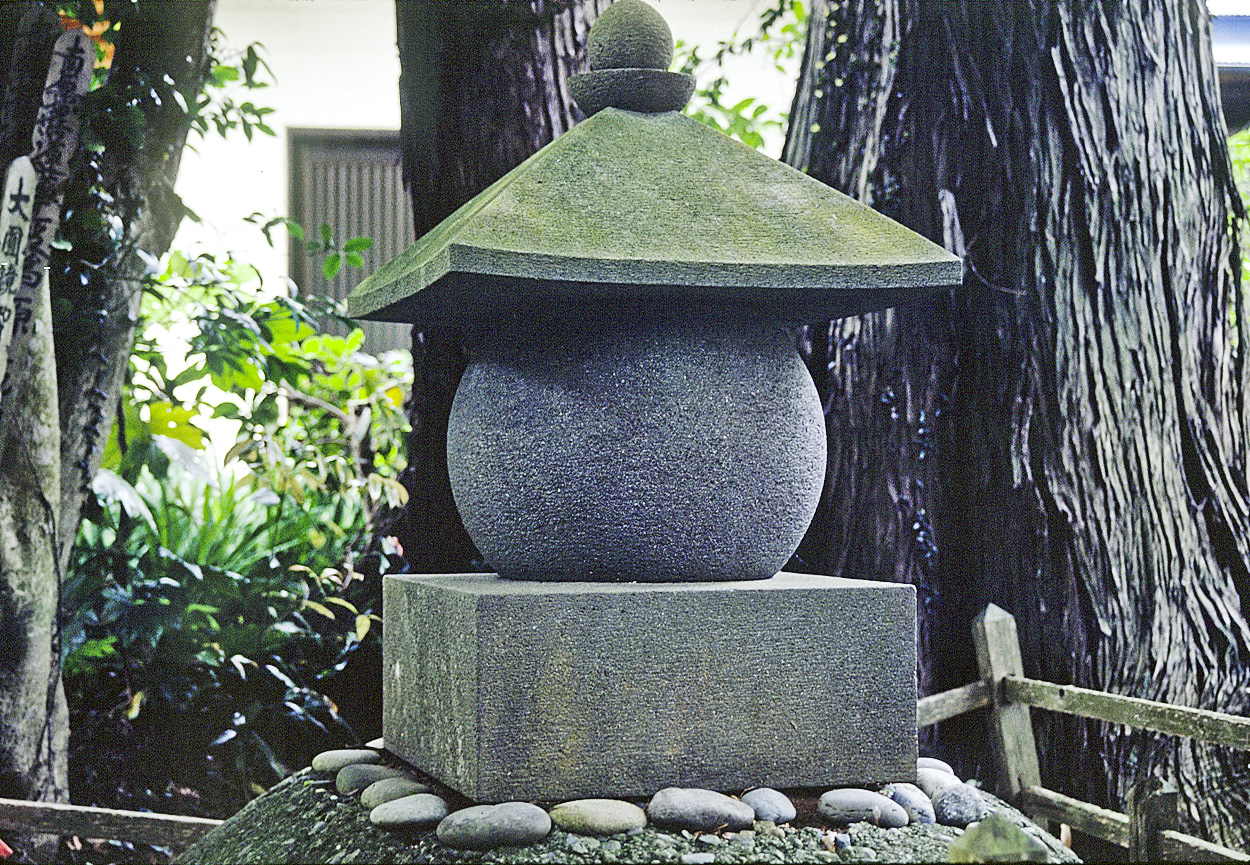
Tumba de Minamoto no Noriyori en Shuzenji (hoy día Izu), Prefectura de Shizuoka.

Fue el sexto hijo de Minamoto no Yoshitomo y su madre una prostituta de Ikeda, diferente madre que su hermano Yoritomo. Le fue perdonada la vida en 1160 por Taira no Kiyomori después de la muerte de Yoshitomo.
Poco se sabe de sus primeros años pues todo registro sobre él desaparece hasta 1180 cuando se sabe que sirvió para su hermano Yoritomo en Kamakura. En 1184 fue enviado a Shikoku, donde participó en la Batalla de Uji (1184) y en la Batalla de Awazu. Tuvo una destacada participación en la Batalla de Ichi-no-Tani, después de la cual las tropas del clan Taira se replegaron y la guerra tuvo un receso de seis meses, por lo que Noriyori regresó a Kioto.
Noriyori volvió a la acción en octubre de 1184 y fue enviado a asegurar las provincias de la región de Chūgoku y Kyūshū. Estuvo presente en la Batalla de Kojima y durante la Batalla de Dan no Ura.
Una vez que finalizó la guerra, Noriyori regresó a Kamakura y se encontró con que el liderazgo del clan Minamoto estaba en disputa entre Yoritomo y Yoshitsune y ante la orden de Yoritomo de arrestar a su hermano, se negó. Noriyori fue confinado a la Provincia de Izu, donde fue asesinado por soldados de Yoritomo.